# Церква Покрови Пресвятої Богородиці (Чехів)
Церква Покрови Пресвятої Богородиці в Чехові — парафія і храм греко-католицької громади Монастириського деканату Бучацької єпархії Української греко-католицької церкви в селі Чехів Чортківського району Тернопільської области.

## Історія церкви
Громада села Чехова завжди належала до парафії міста Монастириська. У 1989 році вона приєдналася до парафії сіл Григорів і Бертники, а з 1992 року стала дочірньою до парафії села Дубенка.
Дерев'яну церкву Покрови Пресвятої Богородиці збудували у 1885 році та освятили у 1886 році, ймовірно, єпископом Юліаном Пелешем. У 1994 році завдяки пожертвам уродженця села Василя Наконечного оновили розпис і збудували муровану дзвіницю на місці старої.
До березня 1946 року громада була греко-католицькою. Останнім священником був о. Володимир Режевський. Після заборони УГКЦ храм закрили, перетворивши на зерносховище. Попри це, селяни доглядали за ним і проводили таємні богослужіння. У 1988 році церкву відкрили у складі московського православ'я, а у 1990 році громада повернулася в лоно УГКЦ за ініціативи о. Михаїла Бойчука.
При парафії діють братство «Матері Божої, Покровительки Доброї Смерті» (2012) та Вівтарна дружина (2002). На території села є каплиця Покрови Пресвятої Богородиці (2008) та пам'ятні хрести.

## Парохи
- о. Володимир Режевський,
- о. Михаїл Бойчук (1990—1992),
- о. Ярослав Пилипів (1992—2002),
- о. Ігор Віхастий (з 2002).